# Ski alpin aux Jeux olympiques de 1972
Navigation
Grenoble 1968 Innsbruck 1976
Les épreuves de ski alpin des Jeux olympiques d'hiver de 1972 à Sapporo comptaient également comme championnats du monde et se sont disputées du 5 au 13 février 1972.
Les premiers Jeux olympiques d'hiver organisés sur le continent asiatique offrent des résultats surprenants avec les succès de Marie-Theres Nadig et Francisco Fernandez-Ochoa et les échecs des équipes de France et d'Autriche (aucune médaille d'or).
La Suisse est la grande gagnante avec 3 titres olympiques, 2 médailles d’argent et 1 médaille de bronze.
Les Jeux olympiques commencent par un choc : l'exclusion de Karl Schranz, le grand favori de la descente, pour professionnalisme.
Avery Brundage, président du Comité international olympique et strict opposant au professionnalisme, reproche à Karl Schranz de toucher un salaire de son fabricant de ski.
Karl Schranz quitte Sapporo et reçoit un accueil triomphal en Autriche, puis met un terme à son immense carrière.
Quasi inconnue avant les Jeux olympiques, la Suissesse Marie-Theres Nadig (17 ans) réalise un sensationnel doublé en descente et en géant et devance à chaque fois la favorite Autrichienne Annemarie Pröll.
Les Suisses Bernhard Russi et Roland Collombin signent le doublé en descente.
Avec un titre de champion du monde (1970) et un titre olympique (1972), Bernhard Russi rejoint Zeno Colò, Toni Sailer et Jean-Claude Killy au palmarès de la descente. Le bilan suisse est complété par les médailles en géant pour Edmund Bruggmann (qui finira 3ème du général de la Coupe du Monde cette année-là) et Werner Mattle (victorieux à Adelboden juste avant les Jeux).
Gustavo Thöni est l'un des rares favoris à justifier son rang.
L'Italien remporte le géant et une médaille d'argent en slalom ainsi que le combiné de la FIS.
Francisco Fernandez-Ochoa devance les cousins Gustavo et Rolando Thöni en slalom et gagne le titre olympique à la surprise générale.
Paquito offre à l'Espagne sa première médaille d'or aux Jeux olympiques d'hiver.
Décimée par les blessures de Patrick Russel, Françoise Macchi et Jacqueline Rouvier, l'équipe de France ne ramène que 2 médailles : Danielle Debernard (17 ans et demi) et Florence Steurer se classent deuxième et troisième en slalom, derrière l'américaine Barbara Cochran.
Les Jeux olympiques de Sapporo marquent la fin de la période d'euphorie du ski français.
La Suisse termine en tête du classement des médailles du ski alpin et à la troisième place pour l'ensemble des Jeux.

## Podiums

### Hommes
| Épreuve  | Or                        | Argent           | Bronze           |
| -------- | ------------------------- | ---------------- | ---------------- |
| Descente | Bernhard Russi            | Roland Collombin | Heinrich Messner |
| Géant    | Gustavo Thöni             | Edmund Bruggmann | Werner Mattle    |
| Slalom   | Francisco Fernández-Ochoa | Gustavo Thöni    | Rolando Thöni    |

### Femmes
| Épreuve  | Or                 | Argent             | Bronze           |
| -------- | ------------------ | ------------------ | ---------------- |
| Descente | Marie-Theres Nadig | Annemarie Pröll    | Susie Corrock    |
| Géant    | Marie-Theres Nadig | Annemarie Pröll    | Wiltrud Drexel   |
| Slalom   | Barbara Cochran    | Danielle Debernard | Florence Steurer |

### Combiné
Les épreuves du combiné ne comptaient pas comme épreuve olympique : elles attribuaient uniquement le titre de champion du monde.
| Épreuve        | Or              | Argent           | Bronze        |
| -------------- | --------------- | ---------------- | ------------- |
| Combiné Hommes | Gustavo Thöni   | Walter Tresch    | Jim Hunter    |
| Combiné Femmes | Annemarie Pröll | Florence Steurer | Toril Förland |

## Tableau des médailles
| Rang | Nations    | Or | Argent | Bronze | Total |
| 1    | Suisse     | 3  | 2      | 1      | 6     |
| 2    | Italie     | 1  | 1      | 1      | 3     |
| 3    | États-Unis | 1  | 0      | 1      | 2     |
| 4    | Espagne    | 1  | 0      | 0      | 1     |
| 5    | Autriche   | 0  | 2      | 2      | 4     |
| 6    | France     | 0  | 1      | 1      | 2     |